# Niccolò Puccini
(Niccolò Puccini)
Niccolò Puccini (Pistoia, 10 giugno 1799 – Pistoia, 13 febbraio 1852) è stato un filantropo e mecenate italiano.
Intellettuale e convinto liberale, fu amico di letterati, artisti e patrioti. Alla sua morte destinò tutti i suoi averi per l'istruzione di orfani e bisognosi. Per una sua malformazione fisica veniva chiamato "il gobbo Puccini", come risulta anche dalle carte della polizia granducale che lo teneva sotto controllo per le sue idee risorgimentali.

## Biografia

### La giovinezza
Niccolò, ultimo rampollo della famiglia Puccini della Genizia, nacque a Pistoia, nella centrale via del Can Bianco, il 10 giugno 1799 da Giuseppe Puccini e Maddalena Brunozzi.
Dallo zio Tommaso Puccini  e dal padre Giuseppe, Niccolò derivò fin dall'adolescenza l'amore per l'arte e per il collezionismo, che coltiverà per tutta la vita.
A partire dal 1821 intraprese vari viaggi in Italia, in Francia e in Inghilterra, seguendo con interesse i moti insurrezionali sia in Piemonte che nel Regno delle Due Sicilie e facendosi notare per le sue idee liberali e per il suo innato rispetto per la libertà.

### Filantropia e patriottismo
A Pistoia Niccolò Puccini abitava alla periferia della città, nella lussuosa villa di Scornio (detta allora come adesso "Villone Puccini"), che fece abbellire con un grande giardino di piante secolari e con un laghetto e relativa isoletta al centro.
Dagli anni Venti dell’Ottocento fino alla sua morte, Puccini fece sì che la villa diventasse il fulcro della vita culturale e politica pistoiese: da lì tesseva la sua rete di rapporti con i maggiori personaggi dell’epoca, fra i quali Massimo d'Azeglio, Gino Capponi, Vincenzo Gioberti, Niccolò Tommaseo, Pietro Giordani, Enrico Mayer, Giovan Battista Niccolini, Giacomo Leopardi. Fu amico del concittadino Leopoldo Mazzei. In quegli anni gran parte di loro transitarono dalla villa, con gli altri Puccini intrattenne rapporti epistolari.
In pochi anni per espresso volere di Puccini, il vasto parco intorno alla villa fu trasformato in luogo di testimonianza di valori sociali. 
Per questo fu disseminato di edifici e monumenti  elevati alla memoria di personaggi onorati in seno alla "Società dei Parentali dei Grandi Italiani", fondata nel 1821, sostenuta e finanziata fin dalla sua istituzione dallo stesso Puccini. La Società organizzava periodicamente manifestazioni nelle quali si celebravano personaggi di grande ingegno con forti connotazioni di patriottismo e di orgoglio nazionale.
Queste iniziative di propaganda politica culminarono nelle varie edizioni della "Festa delle Spighe", che Puccini celebrò dal 1841 al 1846. La festa si teneva in estate e durava tre giorni, durante i quali i cancelli del giardino, di consueto aperto solo agli amici intellettuali, si spalancavano a tutto il popolo pistoiese, che poteva partecipare a gare, giochi e processioni, ascoltare sermoni e comizi, assistere a rappresentazioni teatrali.
Forse per una dolorosa esperienza personale presso il Seminario Vescovile , Puccini ebbe anche un fortissimo interesse per l'educazione dei fanciulli. Per oltre dieci anni progettò, realizzandola infine nel 1838 in mezzo al giardino della sua villa, una Scuola di Mutuo Insegnamento, per trenta bambini e trenta bambine, che doveva seguire i modelli inglesi teorizzati da Andrew Bell e Joseph Lancaster.
Nel 1841 Puccini conobbe e divenne amico anche della poetessa e scrittrice britannica Louisa Grace, che ospitò nella sua residenza di via del Can Bianco fino al 1847 e che, pur non essendo italiana, condivise i suoi ideali patriottici.

### La morte e il testamento
Nel 1851 Niccolò Puccini ebbe un repentino peggioramento della salute, dovuto a problemi polmonari che lo costrinsero a soggiornare in montagna, ambiente più salubre per le sue condizioni.
Il 13 febbraio 1852, rimasto seriamente ferito nel ribaltamento della sua carrozza, non sopravvisse all'incidente e si spense nella Villa di Scornio, all'età di 53 anni, senza veder realizzato il sogno di un'Italia unita.
Nominò erede universale l'Orfanotrofio di Pistoia, in favore del quale tutti i suoi beni furono venduti all'asta, ad eccezione dei numerosi volumi a stampa e dei manoscritti, che donò alla Biblioteca Comunale Forteguerriana (dove sono tuttora conservati). La raccolta, di notevole rilevanza per la storia della Toscana pre-risorgimentale, comprende prevalentemente documentazione relativa a Tommaso Puccini e a Niccolò Puccini e, in misura minore ai fratelli Antonio, Giuseppe e Domenico e alla madre, Maddalena Brunozzi Puccini.
I quadri e gli oggetti che risultarono invenduti nell'asta sono oggi esposti nelle sale del Museo Civico di Pistoia.